# باد برايزيغ
باد برايزيغ (بالألمانية: Bad Breisig) هي بلدة ألمانية تقع في ألمانيا في راينلند بالاتينات. يقدر عدد سكانها بـ 8,914 نسمة .